# RK Železničar 1949
Il RK Železničar 1949 è una squadra di pallamano maschile serba, con sede a Niš.

## Palmarès

### Titoli nazionali
- Coppa di Jugoslavia: 5
  - 1977-78, 1981-82, 1984-85, 1996-97, 1998-1999.

- Coppa di Serbia: 2
  - 2013-14, 2017-18